# Håvard Flo
Håvard Flo (Flo, 1970. április 4. –) norvég labdarúgócsatár. Unokatestvérei (Jorstein, Tore André és Jarle) és unokaöccse, Per Egil is labdarúgók.

### Klubcsapatokban
1990–1994 között a Sogndal, 1994–1996 között a dán AGF Aarhus, 1996–1999 között a német Werder Bremen, 1999–2001 között az angol Wolverhampton Wanderers, 2001–2008 között ismét a Sogndal labdarúgója volt. 2010-ben fejezte be az aktív játékot, amikor rövid időre visszatért a Sogndal csapatához.

### A válogatottban
1996 és 2004 között 27 alkalommal szerepelt a norvég válogatottban és hét gólt szerzett. Tagja volt az 1998-as franciaországi világbajnokságon részt vevő csapatnak.

## Sikerei, díjai
AGF Aarhus
- Dán kupa
  - győztes: 1995

 Werder Bremen
- Intertotó-kupa
  - győztes: 1998